# Irazepina
L'irazepina è uno psicofarmaco appartenente alla categoria delle benzodiazepine contenente il gruppo funzionale isotiocianato. L'irazepina e altre benzodiazepine alchilanti come la kenazepina, si legano ai recettori delle benzodiazepine cerebrali in modo non competitivo (covalente) in vitro e possono esercitare un effetto anticonvulsivante di lunga durata.